# Discographie de Talk Talk
La discographie de Talk Talk, un groupe anglais, contient de nombreux singles, compilations ainsi que 5 albums studio sur une période de 10 ans.

## Albums

### Albums studio
| Année | Titre                | Détails                                                                      | Classements | Classements | Classements | Classements | Classements | Classements | Classements | Classements | Classements | Certifications                  |
| Année | Titre                | Détails                                                                      | AT          | CH          | DE          | NL          | NO          | NZ          | SE          | UK          | US          | Certifications                  |
| ----- | -------------------- | ---------------------------------------------------------------------------- | ----------- | ----------- | ----------- | ----------- | ----------- | ----------- | ----------- | ----------- | ----------- | ------------------------------- |
| 1982  | The Party's Over     | - Sortie : juillet 1982 - Label : EMI - Format : LP, K7                      | 2           | —           | 47 ²        | —           | —           | 8           | 47          | 21          | 132         | - Royaume-Uni : disque d'argent |
| 1984  | It's My Life         | - Sortie : février 1984 - Label : EMI - Format : LP, K7                      | —           | 2           | 41          | 3           | —           | 27          | 49          | 35          | 42          |                                 |
| 1986  | The Colour of Spring | - Sortie : février 1986 - Label : EMI - Format : LP, K7, CD                  | 16          | 3           | 11          | 1           | 12          | 7           | 25          | 8           | 58          | - Royaume-Uni : disque d'or     |
| 1988  | Spirit of Eden       | - Sortie : 16 septembre 1988 - Label : Parlophone, EMI - Format : LP, K7, CD | —           | 12          | 16          | 32          | —           | —           | —           | 19          | —           | - Royaume-Uni : disque d'argent |
| 1991  | Laughing Stock       | - Sortie : 16 septembre 1991 - Label : Verve, Polydor - Format : LP, K7, CD  | —           | —           | 65          | 60          | —           | —           | —           | 26          | —           |                                 |

### Albums live
| Année | Titre       | Détails                                                                                    | Classements | Classements | Classements | Classements | Classements | Classements | Classements | Classements | Classements | Certifications |
| Année | Titre       | Détails                                                                                    | AT          | CH          | DE          | NL          | NO          | NZ          | SE          | UK          | US          | Certifications |
| ----- | ----------- | ------------------------------------------------------------------------------------------ | ----------- | ----------- | ----------- | ----------- | ----------- | ----------- | ----------- | ----------- | ----------- | -------------- |
| 1999  | London 1986 | - Sortie : 19 février 1999 - Enregistrement : 8 mai 1986 - Label : Pond Life - Format : CD | —           | —           | 46          | —           | —           | —           | —           | —           | —           |                |

### Compilations
| Année | Titre                                       | Détails                                                             | Classements | Classements | Classements | Classements | Classements | Classements | Classements | Classements | Classements | Certifications              |
| Année | Titre                                       | Détails                                                             | AT          | CH          | DE          | NL          | NO          | NZ          | SE          | UK          | US          | Certifications              |
| ----- | ------------------------------------------- | ------------------------------------------------------------------- | ----------- | ----------- | ----------- | ----------- | ----------- | ----------- | ----------- | ----------- | ----------- | --------------------------- |
| 1990  | Natural History: The Very Best of Talk Talk | - Sortie : mai 1990 - Label : Parlophone, EMI - Format : LP, K7, CD | —           | 27          | 10          | 16          | —           | 20          | —           | 3           | —           | - Royaume-Uni : disque d'or |
| 1997  | The Very Best of Talk Talk                  | - Sortie : 1997 - Label : EMI - Format : CD                         | —           | —           | —           | —           | 20          | —           | —           | 54          | —           | - Royaume-Uni : disque d'or |
| 1998  | Asides Besides                              | - Sortie : 20 avril 1998 - Label : EMI - Format : CD                | —           | —           | —           | —           | —           | —           | —           | —           | —           |                             |
| 2000  | The Collection                              | - Sortie : 2000 - Label : EMI - Format : CD                         | —           | —           | —           | —           | —           | —           | —           | —           | —           |                             |
| 2001  | Missing Pieces                              | - Sortie : 2001 - Label : Pond Life - Format : CD                   | —           | —           | —           | —           | —           | —           | —           | —           | —           |                             |
| 2003  | Introducing… Talk Talk                      | - Sortie : 2003 - Label : EMI - Format : CD                         | —           | —           | —           | —           | —           | —           | —           | —           | —           |                             |
| 2011  | Essential                                   | - Sortie : 2011 - Label : Parlophone, EMI - Format : CD             | —           | 61          | —           | —           | —           | —           | —           | —           | —           |                             |
| 2013  | Natural Order 1982–1991                     | - Sortie : 2013 - Label : EMI - Format : CD                         | —           | —           | —           | —           | —           | —           | —           | —           | —           |                             |

### Albums de remixes
| Année | Titre                          | Détails                                                              | Classements | Classements | Classements | Classements | Classements | Classements | Classements | Classements | Classements | Certifications |
| Année | Titre                          | Détails                                                              | AT          | CH          | DE          | NL          | NO          | NZ          | SE          | UK          | US          | Certifications |
| ----- | ------------------------------ | -------------------------------------------------------------------- | ----------- | ----------- | ----------- | ----------- | ----------- | ----------- | ----------- | ----------- | ----------- | -------------- |
| 1985  | It's My Mix                    | - Sortie : 1985 - Label : EMI - Format : LP, K7                      | —           | —           | —           | —           | —           | —           | —           | —           | —           |                |
| 1991  | History Revisited: The Remixes | - Sortie : mars 1991 - Label : Parlophone, EMI - Format : LP, K7, CD | —           | —           | 27          | 64          | —           | —           | —           | 35          | —           |                |
| 1999  | 12×12 Original Remixes         | - Sortie : 1999 - Label : EMI - Format : LP, K7, CD                  | —           | —           | —           | —           | —           | —           | —           | —           | —           |                |

## Singles
| Année | Mois      | Titre                                                      | Classements | Classements | Classements | Classements | Classements | Classements | Classements | Classements | Extrait de l'album                          |
| Année | Mois      | Titre                                                      | AT          | CH          | DE          | FR          | NL          | NZ          | UK          | US          | Extrait de l'album                          |
| ----- | --------- | ---------------------------------------------------------- | ----------- | ----------- | ----------- | ----------- | ----------- | ----------- | ----------- | ----------- | ------------------------------------------- |
| 1982  | février   | Mirror Man / Strike Up the Band                            | —           | —           | —           | —           | —           | —           | —           | —           | The Party's Over                            |
| 1982  | mars      | Talk Talk / ?                                              | —           | —           | —           | —           | —           | —           | 52          | 75          | The Party's Over                            |
| 1982  | juin      | Today / It's So Serious                                    | —           | —           | —           | —           | —           | 10          | 14          | —           | The Party's Over                            |
| 1982  | septembre | Talk Talk / Mirror Man                                     | —           | —           | —           | —           | —           | —           | 23          | —           | The Party's Over                            |
| 1983  | février   | My Foolish Friend / Call In the Night Boys                 | —           | —           | —           | —           | —           | —           | 57          | —           | —                                           |
| 1983  | décembre  | It's My Life / Does Caroline Know?                         | —           | —           | 33          | 25          | 30          | 32          | 46          | 31          | It's My Life                                |
| 1984  | mars      | Such a Shame / Again a Game… Again                         | 2           | 1           | 2           | 7           | 9           | 39          | 49          | 89          | It's My Life                                |
| 1984  | juillet   | Dum Dum Girl / Without You                                 | —           | 24          | 20          | —           | 31          | 34          | 74          | —           | It's My Life                                |
| 1984  | septembre | Another Word / Candy                                       | —           | —           | 25          | —           | —           | —           | —           |             | The Party's Over                            |
| 1985  | décembre  | Life's What You Make It / It's Getting Late in the Evening | —           | 17          | 24          | 49          | 11          | 11          | 16          | 90          | The Colour of Spring                        |
| 1986  | avril     | Living in Another World / For What It's Worth              | —           | 23          | 34          | 44          | 22          | —           | 48          | —           | The Colour of Spring                        |
| 1986  | juin      | Give It Up / Pictures of Bernadette                        | —           | —           | —           | —           | —           | —           | 59          | —           | The Colour of Spring                        |
| 1986  | juillet   | I Don't Believe in You / Does Caroline Know? (Live)        | —           | —           | —           | —           | —           | —           | 96          | —           | The Colour of Spring                        |
| 1988  | septembre | I Believe in You / John Cope                               | —           | —           | —           | —           | 65          | 43          | 85          | —           | Spirit of Eden                              |
| 1990  | juin      | It's My Life / Renée (Live)                                | —           | —           | —           | —           | —           | —           | 13          | —           | Natural History: The Very Best of Talk Talk |
| 1990  | juillet   | Life's What You Make It / Life's What You Make It (Live)   | —           | —           | —           | —           | —           | —           | 23          | —           | Natural History: The Very Best of Talk Talk |
| 1990  | août      | Such a Shame / Dum Dum Girl (Live)                         | —           | —           | —           | —           | —           | —           | 78          | —           | Natural History: The Very Best of Talk Talk |
| 1991  | juin      | Living in Another World / Living In Another World (Live)   | —           | —           | —           | —           | —           | —           | 79          | —           | History Revisited: The Remixes              |
| 1991  | octobre   | After the Flood / Myrrhman                                 | —           | —           | —           | —           | —           | —           | —           | —           | Laughing Stock                              |
| 1991  | octobre   | New Grass / Stump                                          | —           | —           | —           | —           | —           | —           | —           | —           | Laughing Stock                              |
| 1991  | novembre  | Ascension Day / 5:09                                       | —           | —           | —           | —           | —           | —           | —           | —           | Laughing Stock                              |
| 2003  | juin      | It's My Life (Liquid People vs. Talk Talk)                 | —           | —           | —           | —           | —           | —           | 64          | —           | —                                           |

### Vidéoclips
- Today (1982)
- Talk Talk (1982)
- Talk Talk (Version 2) (1982)
- My Foolish Friend (1983)
- It's My Life (1983)
- It's My Life (Version 2) (1984)
- Such a Shame (1984)
- Dum Dum Girl - Prise 1 (1984)
- Dum Dum Girl - Prise 2 (1984)
- Life's What You Make It (1985)
- Living in Another World (1986)
- Give It Up (1986)
- I Believe in You (1988)

## Vidéographie
- Natural History: A Video Selection (1990)
- Natural History: Sight and Sound (2007)
- Live at Montreux 1986 (2008)